# Francesc Guarch Gimeno
Francesc Guarch Gimeno   (Morella, 30 de setembre de 1921 - Sabadell, 16 de febrer de 2008) fou un futbolista valencià de la dècada de 1940.
La seva posició al camp era la d'extrem esquerre. Va ser jugador del CE Sabadell, on jugà entre 1945 i 1947, la segona temporada a primera divisió. L'any 1947 fitxà pel RCD Espanyol de Josep Espada. En el seu debut a El Molinón, el 21 de setembre de 1947 va marcar el gol de l'empat final. No obstant, només jugà tres partits més a primera, motivat per la forta competència i les lesions.